# Bordtennis vid olympiska sommarspelen 2004
Bordtennisturneringen vid Olympiska sommarspelen 2004 avgjordes i Galatsi Olympic Hall, Aten.

## Medaljersummering
| Medaljfördelning |           |      |        |       |        |
| Placering        | Nation    | Guld | Silver | Brons | Totalt |
| 1                | Kina      | 3    | 1      | 2     | 6      |
| 2                | Sydkorea  | 1    | 1      | 1     | 3      |
| 3                | Hongkong  | 0    | 1      | 0     | 1      |
| 3                | Nordkorea | 0    | 1      | 0     | 1      |
| 5                | Danmark   | 0    | 0      | 1     | 1      |

## Medaljtabell
| Klass                      | Guld                           | Silver                               | Brons                                 |
| Singel, herrar Detaljer... | Ryu Seung-Min · Sydkorea       | Wang Hao · Kina                      | Wang Liqin · Kina                     |
| Singel, damer Detaljer...  | Zhang Yining · Kina            | Kim Hyang-Mi · Nordkorea             | Kim Kyung-Ah · Sydkorea               |
| Dubbel, herrar Detaljer... | Kina · Chen Qi · Ma Lin        | Hongkong · Ko Lai Chak · Li Ching    | Danmark · Michael Maze · Finn Tugwell |
| Dubbel, damer Detaljer...  | Kina · Wang Nan · Zhang Yining | Sydkorea · Lee Eun-Sil · Seok Eun-Mi | Kina · Guo Yue · Niu Jianfeng         |

- Wikimedia Commons har media som rör Bordtennis vid olympiska sommarspelen 2004.